# Far Side Virtual
Far Side Virtual (stilisiert als FARSIDEVIRTUAL) ist ein Album des amerikanischen Musikers James Ferraro, das am 25. Oktober 2011 auf dem Label Hippos in Tanks veröffentlicht wurde. Das Album, das ursprünglich als eine Reihe von Klingeltönen konzipiert wurde, markiert Ferraros Übergang seiner Lo-Fi-Aufnahmen zu einer klar und sauber produzierten elektronischen Ästhetik, die bewusst an Hintergrundmusik, Easy Listening und frühes Computer-Sounddesign erinnert. Laut Musikkritikern befasst sich das Album mit Themen wie Hyperrealität, der Wegwerfgesellschaft, dem Retrofuturismus der 90er Jahre, Werbung und musikalischem Kitsch.
Far Side Virtual erhielt polarisierende, jedoch größtenteils positive Kritiken. Viele Kritiker loben die konzeptionelle Grundlage des Albums. Es wurde vom britischen Magazin The Wire zum Album des Jahres gekürt, eine Entscheidung, die von einigen Journalisten und Lesern angefochten wurde.
Far Side Virtual wird als einer der ersten Veröffentlichungen und als eine Initialzündung für das Genre Vaporwave angesehen, einem internet-basiertem Microgenre, dass sich zum großen Teil mit den klanglichen und konzeptuellen Inhalten des Albums deckt.

## Konzept
Ferraro erklärte, das eine Ursprungsidee darin bestand, die 16 Stücke des Albums als Set herunterladbarer Klingeltöne zu veröffentlichen, wobei der Charaktere eines kompletten Albums erhalten bleiben sollte; Er hatte jedoch die Befürchtung, dass wenige die Musik als Klingeltonset kaufen würden.
Weiterhin sagte er: "...Hoffentlich werden die Lieder als Klingeltöne verfügbar, damit die Musik im Klingelton-Format aufgeht und nicht mehr das Album selbst im Mittelpunkt steht. Es zerstreut sich dann in die Infrastruktur und ist am Ende nur der Teil der Galerie, der diese Klingteltöne enthält..."
Auch sagte er, dass er Far Side Virtual als eine "Performance Art Installation" begriff, nachdem Hörer des Albums die Lieder als Klingteltöne verwendeten.
Er sagte weiterhin dem Magazin Dazed: "...Als ich Far Side Virtual produzierte, hörte ich sehr gerne Grime. Ich lebte in Leeds für ein Jahr und sah, wie junge Leute auf ihren Telefonen Instrumentals hörten und über diese einfach darüber rappten. Ich liebe diesen Sound: Die Textur eines super-komprimierten, digitalen Beats aus einem Mobiltelefon und einfach eine Stimme dazu. Das Album war inspiriert von dieser Art von Musik..."

## Produktion
Ferraro produzierte Far Side Virtual mit der Apple-Software GarageBand, die den "billigen digitalen Sound" mitbrachte, den er wollte. Er nannte es eine "...gummige Plastiksinfonie für die Globale Erwärmung, gewidmet dem Great Pacific Garbage Patch...". Er sagte: "...Das ist Klingelton-Musik, die dafür gemacht ist mit dem Smartphone gehört zu werden, dem Medium des Poststrukturalismuses...". Ferraro beschrieb das Album häufig als musikalisches Stillleben des 21. Jahrhunderts, insbesondere im Jahr der Veröffentlichung. Der Musiker Dan Deacon lobte das Album für seinen unveränderten, einfachen MIDI-Sound. Die Quelle für die Musik sei "pervers alltäglich" und beinhaltet den Skype Log-in-Sound sowie Synthesizer-Stimmen, die Interaktivität vorspielen sollen.
Joseph Stannard von The Wire kommentierte die Produktion wie folgt: "...Im Gegensatz zur Audiosuppe von Ferraros früheren Aufnahmen haben diese Tracks ein geräumiges, architektonisches Gefühl, das an Laurie Anderson, Philip Glass und Rush erinnert...". Kritiker merken an, dass das Album den Überbau des Noise aufgibt, das Ferraros frühere Veröffentlichungen prägt, während die Form und das Ethos des Genres beibehalten und neu interpretiert werden. Ferraro meinte dazu: "Es steht immer noch in der Tradition des Noise."
In Retrospektiven wurde das Album als eines derer genannt, die am meisten Einfluss auf Vaporwave hatten, einem Genre das sich mit und durch das Internet verbreitet und sich durch die Übernahme veralteter elektronischer "Stimmungsmusik" und einer mehrdeutig ironischen Haltung kennzeichnet.

## Cover und Titel
Das Albumcover zeigt ein Paar iPads, deren Displays Abstrakte Designs zeigen. Die Tablet-PCs sind über einem gering aufgelöstem Google-Street-View-Bild der 6th Avenue in Manhattan platziert. In einem Interview beschrieb Ferraro den Titel des Albums folgendermaßen:

Far Side Virtual bezieht sich hauptsächlich auf einen Raum in der Gesellschaft oder eine Verhaltensweise. Alles arbeitet synchron: Klingeltöne, Flachbildschirme, Theater, Küche, Mode, Sushi. Ich möchte es nicht "virtuelle Realität" nennen, also nenne ich es Far Side Virtual. Wenn du Far Side wirklich verstehen willst, hör dir zuerst [Claude] Debussy an und geh dann in einen Frozen-Yogurt-Laden. Geh anschließend in einen Apple Store und lass alles auf dich wirken, spiel ein wenig herum. Geh anschließend zu Starbucks und hol dir eine Geschenkkarte. Sie haben dort ein Buch über die Geschichte von Starbucks - kauf dieses Buch und gehe nach Hause. Wenn du all das tun, wirst du verstehen, was Far Side Virtual ist - weil die Leute schon darin leben.

## Veröffentlichung
Far Side Virtual wurde im Mai 2011 als Ferraros erstes Album auf dem Label Hippos in Tanks angekündigt. Das Label veröffentlichte zuerst die digitale EP Condo Pets, die als Vorschau für das kommende Studioalbum dienen sollte. Karen Ka Ying Chan vom Magazin Dummy,beschrieb das Thema der beiden Songs als „Faszination für das Surreale des american living“. Amber Bravo vom The Fader sagte, dass Far Side Virtual „…wie eine Kulturkritik, erzählt durch MIDI-Synths…“ wirke.
Ein Teil Ferraros satirisch geschriebene Ankündigung war: "Alle Einnahmen von Far Side Virtual fließen in meine rekonstruktive plastische Gesichtschirurgie. Mein neues Gesicht wird nach der CCTV-Satellitenkönigin Prinzessin Diana gestaltet. Und Sie können es live im Konzert auf der Far Side Virtual World Tour sehen… Always Coca Cola".
Die Lieder "Adventures in Green Foot Printing" und "Earth Minutes" wurden zwecks Promotion im Vorfeld als Singleauskopplungen veröffentlicht.

## Interpretation
Andy Battaglia verglich die Musik mit dem Gefühl der virtuellen Online-Welt Second Life, dem Stadtbauspiel SimCity und der Arbeit des experimentellen Filmemachers Ryan Trecartin. Adam Harper von Dummy nannte es ein „...Pastiche [einer] Art von Musik, von der du nie wusstest, dass sie existiert: technokapitalistische Aktienwerbemusik für die Ära des Personal Computers. Jeder Track strotzt vor dem maximalistischen Versprechen einer Welt von Möglichkeiten, die hinter dem Bildschirm auf Ihren Doppelklick warten, und erinnert an eine Zeit, in der wir mit der Technologie der virtuellen Welt viel weniger vertraut waren...“. Luke Degnan schrieb: „...Far Side Virtual tut 45 Minuten lang genau eins - es erinnert den Hörer daran, dass diese Klänge digital geboren wurden und digital sterben werden. Dies ist ein digitales Album für ein digitales Zeitalter...“
Adam Harper von Dummy meinte: „...Bis Far Side Virtual waren viele von James Ferraros Alben impressionistische Lo-Fi-Porträts vergangener Epochen - vielleicht hat er auf Far Side Virtual beschlossen, die Gegenwart so darzustellen, wie sie ist. [...] Wenn wir in zehn oder zwanzig Jahren darauf zurückkommen, stellen wir möglicherweise fest, dass das Album ironischerweise ein Opfer seiner eigenen futuristischen Beschleunigung war und jetzt ungefähr so aktuell ist wie ein zehn Jahre alter Milchkarton...“
Der englische Musikkritiker Simon Reynolds sagte, dass die Songtitel des Albums zwar auf das 21. Jahrhundert verweisen, das Album jedoch klanglich an die 1990er Jahre erinnert und dass Ferraro das Interesse an dieser Zeit mit Zeitgenossen wie Oneohtrix Point Never teilt. Reynolds schrieb: "...Far Side Virtual scheint eine Archäologie der jüngsten Vergangenheit zu übernehmen, die den Beginn der Internetrevolution und den Optimismus der 90er Jahre in Bezug auf die Informationstechnologie heraufbeschwört. Aber diese jüngste Vergangenheit könnte insofern ebenso ein Fall von 'langer Gegenwart' sein. Die Digiculture-Ideologie der Bequemlichkeit, des sofortigen Zugangs und der Maximierung von Optionen durchdringt jetzt den Alltag und ist wohl der Ort, an dem schwache Reste des Utopismus in einer ansonsten düsteren und ängstlichen Kultur fortbestehen..."

## Kritiken und Auszeichnungen
Far Side Virtual wurde von Kritikern mit größerem Wohlwollen als Ferraros frühere Werke aufgenommen. Etwas mehr als ein Jahr nach seiner Veröffentlichung schrieb Marc Masters von Pitchfork, dass Far Side Virtual "zu Ferraros am meisten diskutierten und umstrittenen Bemühungen wurde und so oft auf den Best-of-Listen zum Jahresende landete, wie es als Witz abgetan wurde."
Bei Metacritic erhielt das Album eine durchschnittliche Punktzahl von 77, basierend auf sieben Bewertungen. Kritiker waren sich eher einig, dass Far Side Virtual den Zustand des Konsums des 21. Jahrhunderts zum Thema macht, aber es bestand kein Konsens darüber, ob Ferraro diesen Zustand satirisch aufgreifen, kritisieren oder akzeptieren wollte.
The Wire veröffentlichte eine positive Rezension von Joseph Stannard, in der er schrieb: "...Wenn es sich um eine aufwändige Inszenierung handelt - und ich vermute, Ferraro ist einem Kichern auf Kosten seines Publikums nicht abgeneigt - fühlt sich Far Side Virtual immer noch wie der Höhepunkt an. Far Side Virtual ist eine überzeugende Erinnerung an die digitale Träumerei..."
Stefan Wharton von Tiny Mix Tapes nahm das Album als eine Aussage über verschwimmende Grenzen zwischen Verbraucher und Technologie und zitierte die Werke von Markus Giesler als Präzedenzfall. Wharton sagte: "...Far Side Virtual gelingt es, das kollektive Gedächtnis dieser Generation zu erregen, das so mit seinen technologischen Anhängseln verbunden ist..."
Brandon Sonderberg schrieb bei Pitchfork, dass "...Die Songs hier sind genau das, was sie angeblich parodieren, was mutig und vielleicht sogar der Punkt ist. Du merkst, dass du 45 Minuten lang Musik hörst, die eigentlich keinen Zweck hat. Kann etwas gleichzeitig utopisch und dystopisch sein? Wahrscheinlich. Vielleicht sogar immer..."
Steve Shaw von Fact nannte das Album "ein intensives, eindringliches Hörerlebnis, das gleichzeitig zutiefst beruhigend und beunruhigend ist...", und sagte: "...Es ist wohl eher ein Kunstwerk als ein Musikalbum. Far Side Virtual ist wirklich frenetisch, nicht sicher vor Ferraros Einmischung und seiner exzentrischen Vorstellungskraft ausgeliefert..."
Spin gab dem Album eine Drei-Sterne-Bewertung, und schrieb, dass Ferraro "...aus alltäglichem digitalem Detritus ein leuchtendes, glänzendes Album macht. Wenn du durch die qualvollen Sitar-Synthesizer, Bank-Lobby-Melodien, Home-Fitness-Techno und Infomercial Drum Breaks waten kannst, siehst du Ferraros Verspieltheit..."

### Auszeichnungen
Far Side Virtual wurde in diversen "Best-of-2011"-Listen und - Artikeln genannt. Jonathan Dean schrieb in der Abschlusskolumne für Tiny Mix Tapes zum Jahresende über Nostalgie in der Popmusik: "...Vielleicht willst du Far Side Virtual gegen eine Wand werfen, wenn du diese unerbittliche, kitschige Reizlosigkeit hörst, aber es gelingt ihm erfolgreich, die Popmusik gegen sich selbst zu richten, was ein politisch fortschrittliches Projekt ist. Sein reiner, kühner Konzeptualismus stach in einem Jahr hervor, das von der 'fieberhaften Sterilität' der Post-Internet-Mikrogenres und der Postmoderne dominiert wurde..."
Der Musikkritiker Jonah Weiner nannte Far Side Virtual in seinem Artikel zum Jahresende über zeitgenössische Protestlieder und nannte es "...antagonisierend, entfremdend, wunderbar langweilig..."
Fact nannte Hippos in Tanks das beste Label des Jahres und listete die Aufnahme von Ferraro als und die anschließende Veröffentlichung von Far Side Virtual als eine seiner besten Errungenschaften auf.
Far Side Virtual wurde als bestes Album des Jahres in der Wire ausgezeichnet—eine Entscheidung die die Leser polarisierte. Chefredakteur Tony Herrington schrieb, dass nur sieben von 60 Wählern Far Side Virtual auf ihren Listen hatten und kein Wähler es als ihren persönlichen Favoriten auswählte. Herrington sagte, die Wahl sei "...völlig angemessen in einem Jahr, in dem die Fülle der durch die digitale Technologie hervorgerufenen Wahlmöglichkeiten einen solchen Wendepunkt erreichte, dass ein echter Konsens unmöglich wurde..." Jonathan Dean von Tiny Mix Tapes schrieb, dass, nachdem Far Side Virtual die Wires-Liste angeführt hatte, "...anspruchsvolle Musik-Nerds das Gebot verspürt haben, zu beiden Seiten einer Linie zu treten...", und dass Herringtons Kolumne "...einem Rückzug gleichkam..."

## Titelliste
1. "Linden Dollars" – 1:57
2. "Global Lunch" – 2:13
3. "Dubai Dream Tone" – 1:49
4. "Sim" – 2:53
5. "Bags & Contrapposto Water Bottle" – 3:25
6. "PIXARnia and the Future of Norman Rockwell" – 1:44
7. "Palm Trees, Wi-Fi and Dream Sushi" – 2:39
8. "Fro Yo and Cellular Bits" – 2:19
9. "Google Poeises" – 3:51
10. "Starbucks, Dr. Seussism, and While Your Mac Is Sleeping" – 2:25
11. "Adventures in Green Foot Printing" – 3:28
12. "Dream On" – 3:07
13. "Earth Minutes" – 4:17
14. "Tomorrow's Baby of the Year" – 1:49
15. "Condo Pets" – 3:31
16. "Solar Panel Smile" – 4:08[40]